# James Gelfand

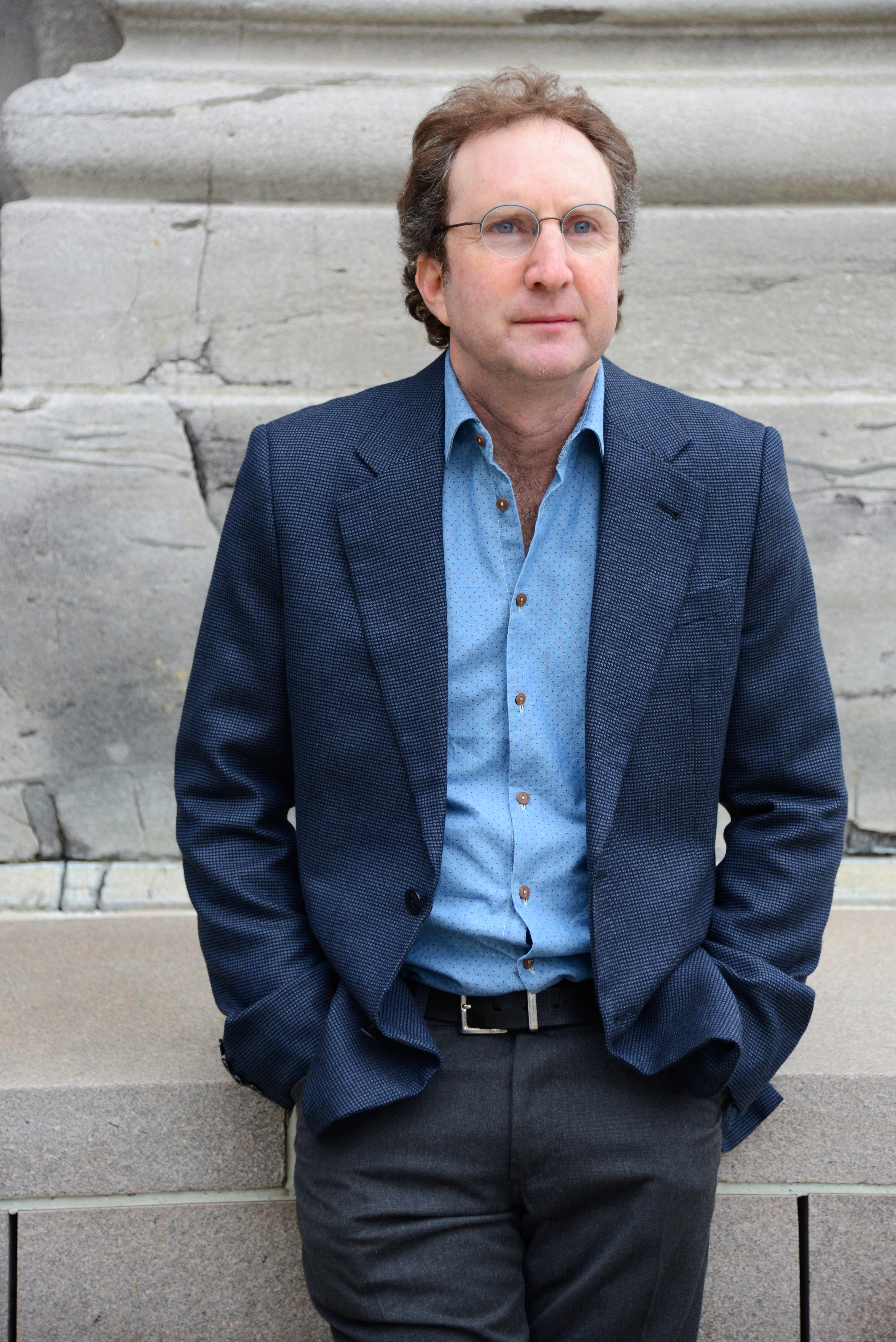
James Gelfand (2012)

James Gelfand (* 3. April 1959 in Montreal) ist ein kanadischer Jazzpianist und Filmkomponist.

## Leben
Gelfand absolvierte zunächst eine klassische Klavierausbildung u. a. bei Dorothy Morton, bevor er zum Jazz wechselte. In den 1980er und 1990er Jahren trat er mit Vertretern der kanadischen Jazzszene wie Sonny Greenwich, Michel Donato, Jean-Pierre Zanella, Alain Caron und Gino Vannelli auf und leitete ein eigenes Trio. 1992 gewann er die Montreal International Jazz Festival Competition. Bei der Great American Jazz Piano Competition in Jacksonville belegte er den zweiten Platz; auch war er Semifinalist der Jazz International Piano Competition des Thelonius Monk Institute.
Neben zehn eigenen Alben nahm Gelfand mehr als dreißig weitere als Sideman auf. Er wurde sechsmal für einen Juno Award nominiert und wurde 1995 für das mit Jim Hillman und Kim Richardson aufgenommene Album The Merlin Factor (1993) mit diesem Preis ausgezeichnet. Nach 2000 wandte er sich der Filmmusik zu und komponierte seither Musik zu mehr als siebzig Spielfilmen (u. a. Northpole, Pinocchio 3000) und mehr als zweihundert Fernsehproduktionen.

## Diskographie (Auswahl)
- Neverland, 1988
- Children's Standard, 1992
- Helmut Lipsky, James Gelfand, Michel Donato: Tricycle, 1995
- Michel Donato, James Gelfand: Setting the Standard 1996
- Time Zones, 1996
- Michel Donato, James Gelfand: Setting the Standard, Vol. 2, 1999
- Convergence, 2000
- Mother Tree, 2002
- James Gelfand, The Jack Paradise Jazz Band with Dawn Tyler Watson – Jack Paradise: Les Nuits de Montréal, 2004
- Exploding Sun, 2013
- Gelfand Trio: Gound Midnight, 2018